# 石中劍酒店
石中劍酒店（Excalibur Hotel and Casino）是位於美國內華達州天堂市賭城大道上的一間賭場酒店。之前隸屬於曼德勒渡假村集團（Mandalay Resort Group），後來曼德勒被美高梅國際酒店集團所收購，現時酒店由美高梅國際酒店集團持有及營運。
石中劍（Excalibur）一詞源於傳說中的亞瑟王之劍，故此全酒店的設計都以亞瑟王的傳奇故事作藍本。整間酒店建築成城堡的形狀，在酒店前端的塔樓上有一個象徵巫師梅林（Merlin）的人像。
酒店位於拉斯維加斯大道與熱帶花園道（Tropicana Avenue）的交界，所在之處車水馬龍，交通非常繁忙，故此行人是不能直接橫過馬路的。為解決此等問題，在這個交界位置分別有三條行人天橋供行人使用。石中劍酒店分別有一條通向紐約-紐約酒店以及一條通向熱帶花園酒店的天橋。另外，石中劍酒店亦設有免費往复式地面缆车與同一集團旗下兩間毗鄰的酒店 - 曼德勒海灣酒店以及作相互連接之用。

## 歷史
石中劍酒店於1990年6月19日開幕。酒店是拉斯維加斯大道上其中一間設有最多兒童遊樂設施的賭場酒店，如電玩、中世紀風格的小型過山車等。另外，酒店開幕之時亦以其大型的游泳池聞名於世，但時至今日，拉斯維加斯已有很多的賭場都設有差不多甚至更大更豪華的游泳池了。
在2003年3月21日，該賭場酒店派出了歷史上最高派彩額的聯獎角子機彩池，彩金總額高達39,713,982.25美元。
近年，酒店拆除了中世紀風格的雲霄飛車，原因是因為雲霄飛車經常出現故障以及乘坐率奇低。

## 特色項目
酒店內無論是餐廳或是其他建築都極具亞瑟王傳奇的風格，例如圓桌騎士自助餐廳（Knights of the Round Table Buffet），亦有他們的長駐表演「帝王爭霸」（Tournament of Kings）都是以中世紀風格表達的長槍比武表演。
石中劍酒店從未成為過大型拳擊賽事的場館（某些大型拳賽會在拉斯維加斯舉行），因為在1990年代中期開始，曼德勒渡假村集團就只以曼德勒海灣酒店作為主辦大型拳賽的場館。
石中劍酒店內亦設有用以舉辦婚禮的小教堂。

## 資料來源
1. ↑  Reuters. . The New York Times. 1990-06-20  [2023-04-11]. ISSN 0362-4331. （原始内容存档于2023-04-20） （美国英语）.

## 外部連結
- 石中劍酒店官方網址
- 石中劍酒店的虛擬旅程 （页面存档备份，存于）